# Делия
Дѐлия (на италиански и сицилиански Delia) е малко градче и община в Южна Италия, провинция Калтанисета, автономен регион и остров Сицилия. Разположено е на 420 m надморска височина. Населението на общината е 4499 души (към 2012 г.).